# Free Fallin'
Singles de Tom Petty
Runnin' Down a Dream
(1989) A Face in the Crowd
(1990)
Free Fallin' est une chanson de Tom Petty. C'est le premier morceau de son album solo Full Moon Fever sorti en 1989 et l'un des titres les plus connus de Tom Petty.

## Création et classement
La chanson a été écrite et enregistrée en deux jours par Tom Petty et Jeff Lynne, et a été classée no 1 au Mainstream Rock Tracks chart la semaine du 26 août 1989 et no 7 au Billboard Hot 100 la semaine du 27 janvier 1990. Elle est classée n°179 dans la liste des 500 meilleures chansons de tous les temps du magazine Rolling Stone. 
La chanson est construite sur les trois mêmes accords répétés durant les couplets et les refrains.

## Thème
La chanson fait référence à une jeune fille (« good girl ») que le chanteur a quittée pour poursuivre sa carrière en Californie. Cette jeune fille « incarne la quintessence de la fille douce et aimante » américaine : elle aime Jésus, sa mère, l'Amérique, Elvis Presley et son petit ami. À l'inverse, Tom Petty se décrit lui-même comme un « bad boy » qui lui brise le cœur en partant. En la quittant, il se retrouve alors en chute libre (« free falling ») et goûte à sa liberté retrouvée. Les paroles du refrain commencent ainsi par « I'm free » (« Je suis libre ») avant de devenir « free falling » (« [Je suis] en chute libre »).Pour Simon Reynolds, « la chute libre (...) est un état de suspension sublime, en rupture avec la stérilité du "monde des femmes", celui des centres commerciaux et des espaces périurbains ». Toutefois, le terme peut également être interprété différemment, le chanteur ayant atteint un point de non-retour où il ne fait que s'enfoncer et tomber.

## Reprise
La chanson a notamment été reprise par John Mayer en 2007 lors de son live à Los Angeles, sorti en album l'année suivante, ainsi que par Coldplay en 2017 en hommage à Tom Petty à la suite de sa mort.